# 竹北一堡
竹北一堡，是台灣北部自清治時期至日治初期的一個行政區劃，其範圍包括今新竹縣的新埔鎮南部、竹北市中東部、芎林鄉全部、橫山鄉大部分地區、竹東鎮大部分地區、北埔鄉大部分地區、峨眉鄉全部、寶山鄉全部及新竹市全部。
竹北一堡西邊瀕臨台灣海峽，北邊為竹北二堡，東邊為蕃地，南邊為竹南一堡。

## 管轄街庄
竹北一堡共轄114個街庄：
- 今新埔鎮境內：打鐵坑庄、內立庄、石頭坑庄、犁頭山
- 今竹北市境內：番仔陂庄、豆仔埔庄、新社庄、馬麟厝庄、溝貝庄、蔴園庄、舊港庄、白地粉庄、溪洲庄、新庄仔庄、鹿場庄、六張犁庄、芒頭埔庄、十興庄、隘口庄、安溪藔庄、犁頭山下庄、三崁店庄、東海窟庄、斗崙庄
- 今新竹市東、北區境內：新竹街、客雅庄、水田、青草湖庄、苦苓腳庄、崙仔庄、樹林頭庄、湳雅庄、東勢庄、赤土崎庄、埔頂庄、柴梳山、金山面庄、吉羊崙庄、沙崙庄、溪埔仔庄、二十張犁庄、九甲埔庄、槺榔庄、十塊藔庄、油車港庄
- 今新竹市香山區境內：牛埔庄、香山坑庄、茄苳湖庄、香山庄、海山罟庄、鹽水港庄、南隘庄、楊藔庄、虎仔山、浸水庄
- 今寶山鄉境內：草山、雙溪庄、新城庄、寶斗仁庄、鷄油凸庄、大壢庄
- 今竹東鎮境內：上坪庄、燥樹排庄、員崠仔庄、下公館庄、上公館庄、鷄油林庄、樹杞林街、荳仔埔庄、三重埔庄、二重埔庄、蔴園肚庄、頭重埔庄、下員山庄、柯仔湖庄
- 今芎林鄉境內：鹿藔坑庄、山豬湖庄、王爺坑庄、倒別牛庄、石壁潭庄、九芎林庄、中坑庄、水坑庄、上山、崁下庄、柯仔林庄、下山
- 今橫山鄉境內：橫山、頭份林庄、田藔坑庄、大山背庄、油羅庄、濫仔庄、大平地庄、八十份庄、十份藔庄、南河庄、沙坑庄、大肚庄
- 今北埔鄉境內：北埔庄、南埔庄、小份林庄、大湖庄、水磜仔庄、南坑庄、大坪庄
- 今峨眉鄉境內：月眉庄、中興庄、石井庄、富興庄、赤柯坪庄、石硬仔庄、藤坪庄、十二藔庄